# Riva presso Chieri
Riva presso Chieri là một đô thị ở tỉnh Torino trong vùng Piedmont, có vị trí cách khoảng 15 km về phía đông nam của Torino, nước Ý. Tại thời điểm ngày 31 tháng 12 năm 2004, đô thị này có dân số 3.849 người và diện tích là 35,8 km².
Riva presso Chieri giáp các đô thị: Chieri, Arignano, Mombello di Torino, Moriondo Torinese, Buttigliera d'Asti, Villanova d'Asti, và Poirino.

## Người Chieri
- Domenico Savio (1842–1857), được Giáo hoàng Pius XII sắc phong năm 1954.